# Skarð (Färöer)

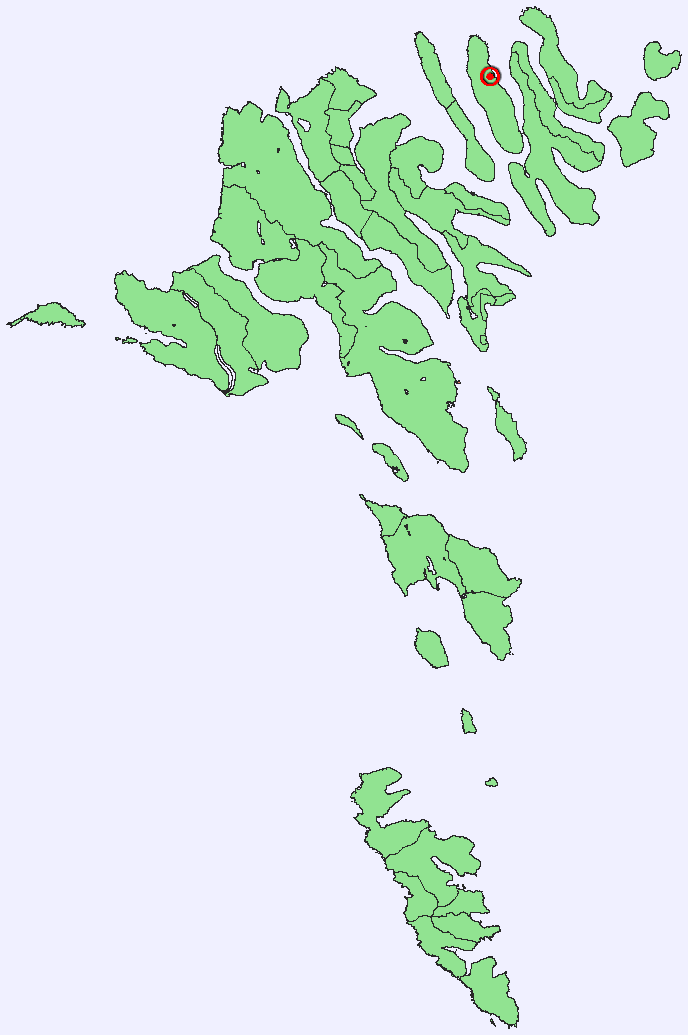
Position auf der Färöerkarte

Skarð [ˈskɛaɹ] ist ein verlassener Ort der Färöer an der Ostküste der Nordinsel Kunoy.

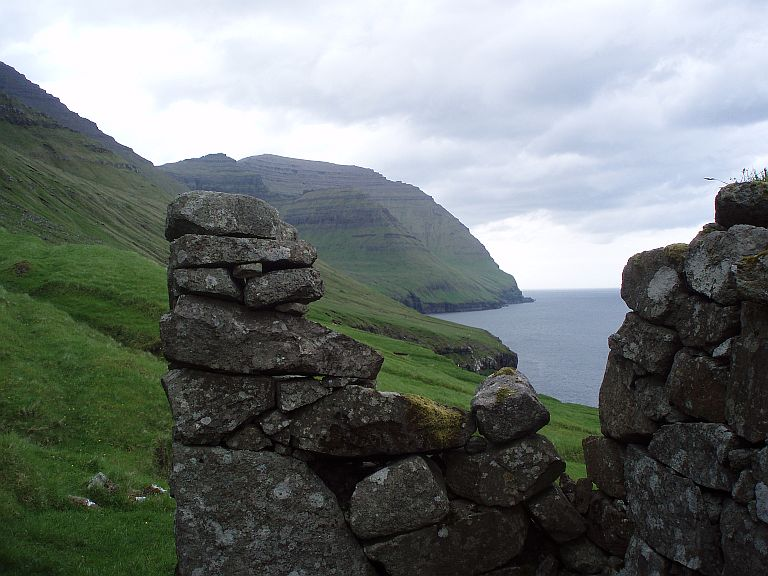
Ruine bei Skarð

Am 23. Dezember 1913 kamen bei einem Unglück alle sieben Männer der Siedlung beim Fischen um. In der Folge verließen die hinterbliebenen Frauen mit ihren Kindern den Ort. 1919 zog die letzte Frau von hier fort. Eines der damals beteiligten Boote hängt heute in der Christianskirkjan in Klaksvík.
Entlang der Küste verläuft ein sehr leicht zu begehender Wanderweg von Haraldssund aus. Der andere Wanderweg von Skarð hinüber an die Westküste in den Ort Kunoy ist hingegen anspruchsvoll und nur erfahrenen Bergwanderern anempfohlen; auf ihm ist ein Höhenunterschied von etwa 600 Metern zu bewältigen.

## Persönlichkeiten
- Símun av Skarði (1872–1942), Begründer der Volkshochschule der Färöer
- Anna Suffía av Skarði (1876–1932), Símuns Schwester und, obwohl keine studierte Pädagogin, Seele der Volkshochschule

Koordinaten: 62° 19′ N, 6° 39′ W